# Тараканов, Егор Сергеевич
Его́р Серге́евич Тарака́нов (17 апреля 1987) — российский футболист, защитник.

## Биография
Воспитанник ижевского футбола. Дебютировал за родной «Ижевск» в семнадцатилетнем возрасте, провёл два матча. Вторую половину сезона-2004 провёл в команде любительского первенства «Дружба» Арзамас, где сыграл в четырёх матчах. Следующий сезон отыграл в первенстве «Золотого кольца» за кировский «Нововятиче», где его приметили селекционеры нижегородской «Волги»; там он стал основным защитником на четыре следующих сезона. Затем перебрался в «Краснодар», за который провёл всего семь матчей, в основном выступая за другие клубы на правах аренды. Сезон 2012/13 провёл в ему «Волге» НН, но играл лишь за дубль. В 2013 году состоялся переход в «Торпедо», в составе которого он поднялся в премьер-лигу. Там дебютировал в матче с «Амкаром» 12 августа 2014 года.